# Ingomár Ferenc
Ingomár Ferenc (eredeti neve: Frankel/Frankl Ignác) (Pestújlak, 1838. – Budapest, 1924. május) magyar származású német-francia festőművész.

## Életpályája
A Marastoni Jakab-féle akadémián Pesten kezdte, majd Bécsben és Antwerpenben folytatta tanulmányait. 30 évig Párizsban élt, ahol a Salonban arcképeket állított ki. 1850–1860 között Pesten arcképfestéssel foglalkozott és 1861. tanulmány-fejeivel és arckepeivel gyakran szerepelt a pesti Műegylet kiállításain. 1895-ben Bécsbe költözött. 1908-ban Budapestre ment, ahol haláláig élt. 1908–1915 között állította ki a Műcsarnokban az 1860-as évek ideális fölfogásában festett arcképeit és zsánerszerű fejeit.